# Rodolfo Lanciani
Rodolfo Amedeo Lanciani, född 2 januari 1845 i Rom, död 22 maj 1929 i Rom, var en italiensk arkeolog, ingenjör och typograf.
Lanciani ledde utgrävningarna i Ostia, blev 1875 direktör vid Kircherianmuseet i Rom och var 1875–1895 ledare för Roms topografiska och arkeologiska utforskande, samt 1878–1927 professor i arkeologi i Rom. Bland Lancianis många skrifter märks Forma urbis Romæ (46 blad, 1893–1903), The Ruins and Excavations of Ancient Rome (1897), samt Storia degli scavi di Roma (4 band, 1902–1913).